# BISHOP
BISHOP（ビショップ）は、株式会社日商総合企画のアダルトゲームブランドである。

## 概要
アダルトゲーム販売を中心としたパソコン・ゲームショップの「ビショップ」を前身としており、xyzブランドを展開していた有限会社グランブルーと両社の社長同士が懇意にしていたことから、XYZのソフトデバッグを担当したのがBISHOPブランドの出発点となる。
1997年11月6日発売の『ODL1000』から1998年の自社ブランド第1作『紅い瞳のセラフ』までは、販売を含めて有限会社グランブルーからリリースされた。その後は自社開発の環境を整え、自社ブランド第2作『メイズ 〜迷図〜』以降の作品に関しては、日商総合企画がリリースを行っている。
なお、ゲームショップの「ビショップ」は2007年に閉店し、同年10月から「PC PRO SHOP ＠アットマーク AT-MARK」と改名して営業を再開している。
北海道えろげー組合に加盟している。

## 作風
発売するすべての作品が抜きゲーを意識しており、陵辱色の強い作品が多い一方、『おっぱいハート〜彼女はケダモノ発情期ッ!?〜』のような純愛作品も発売している。
長年にわたり凌辱ものを中心としていることについて、メーカーの関係者はこれが最も上手にできるからと「BugBug」2025年2月号に掲載されたインタビューの中で答えている。
また、多くの作品では、バックグラウンドボイス（テキスト表示されない喘ぎ声）の鑑賞モードや、ヒロインの立ち絵をカスタマイズできる「ぬぎぬぎシステム」を導入している。
ライターの松田ゆのじは、「ぬぎぬぎシステム」について、他社では予約特典扱いになりやすいこの機能が標準で装備されている点から、ユーザーフレンドリーであると評価している。
同時に、松田は「ぬぎぬぎシステム」ではヒロインの立ち絵が変わってもテキストの内容が変化しない点についても言及し、恥ずかしがり屋なヒロインが全裸で平然と学校に通うのを見ると、ある種の催眠ものにも見え、男性モブキャラクターがヒロインと会話する様は寝取られのようにも見えると述べている。

## 作品一覧
- 1998年5月2日 - 紅い瞳のセラフ
- 2000年2月24日 - メイズ 〜迷図〜
- 2000年8月4日 - 特別授業
- 2001年8月2日 - 学園 〜恥辱の図式〜
  - 2007年3月30日 - 学園 〜恥辱の図式〜 DVD-ROM版
- 2002年9月20日 - 特別授業2
- 2003年5月23日 - 満淫電車
  - 2004年11月26日 - 満淫電車 DVD特別版
- 2004年2月13日 - 放課後 〜濡れた制服〜
  - 2008年2月29日 - 放課後 〜濡れた制服〜 DVD
  - 2018年4月27日 - 放課後 〜濡れた制服〜 インモラルエディション
- 2004年8月27日 - 特別病棟
- 2005年4月28日 - 学園2 〜淫虐の図式〜
  - 2018年11月30日 - 学園2 〜淫虐の図式〜 インモラルエディション
- 2005年10月28日 - スレイブポリスみちる&美鈴
- 2006年1月27日 - すくーるヘブン らぶえろハーレム☆ももいろタイフーン
  - 2017年9月29日 - すくーるヘブン らぶえろハーレム☆ももいろタイフーン いんもらるえでぃしょん
- 2006年8月25日 - 牝教師 〜淫辱の教室〜
  - 2014年6月27日 - 牝教師 〜淫辱の教室〜 インモラルエディション
- 2006年11月24日 - 放課後2 〜白濁のレッスン〜
- 2007年6月29日 - 姫奴隷 〜牝へと墜ち行く双子の王女〜
- 2007年12月21日 - 牝教師2 〜淫従の螺旋〜
  - 2014年7月25日 - 牝教師2 〜淫従の螺旋〜 インモラルエディション
- 2008年7月25日 - 毎日けだものっ!!　らぶえろ☆ももいろ☆すく〜るらいふ♪
  -     - 2019年7月26日 - 毎日けだものっ!!　らぶえろ☆ももいろ☆すくーるらいふ♪ いんもらるえでぃしょん
- 2009年2月27日 - 満淫電車2
  - 2014年1月31日 - 満淫電車2 インモラルエディション
- 2009年8月7日 - 教育指導
  - 2015年4月24日 - 教育指導 インモラルエディション
- 2010年2月26日 - おっぱいハート〜彼女はケダモノ発情期ッ!?〜
  -     - 2020年10月30日 - おっぱいハート 〜彼女はケダモノ発情期ッ!?〜 いんもらるえでぃしょん
- 2010年8月27日 - 学園3 〜華麗なる悦辱〜
  - 2015年12月18日 - 学園3 〜華麗なる悦辱〜 インモラルエディション
- 2011年2月25日 - 三射面談〜連鎖する恥辱・調教の学園〜
  - 2016年12月16日 - 三射面談〜連鎖する恥辱・調教の学園〜 インモラルエディション
- 2011年8月5日 - 裏教師〜背徳の淫悦授業〜
  - 2017年7月28日 - 裏教師〜背徳の淫悦授業〜 インモラルエディション
- 2012年3月23日 - しりこん☆まじっく 〜生まれる前からあなた専用?!〜
  - 2021年7月30日 - しりこん☆まじっく 〜生まれる前からあなた専用?!〜いんもらるえでぃしょん
- 2012年9月28日 - 特別授業3SLG
  - 2022年4月22日 - 特別授業3SLG インモラルエディション
- 2013年4月26日 - 牝教師3 〜淫悦の学舎〜
  - 2022年12月23日 - 牝教師3 〜淫悦の学舎〜 インモラルエディション
- 2013年10月25日 - 館 〜官能奇譚〜
  - 2020年2月28日 - 館 〜官能奇譚〜 インモラルエディション
- 2014年4月25日 - 黒の教室
- 2014年12月19日 - 牝教師4 〜穢された教壇〜
- 2015年7月24日 - 恥辱の制服
- 2016年2月26日 - 放課後3 〜狙われた純潔〜
- 2016年9月23日 - 修羅の痴漢道
- 2017年4月28日 - 課外授業 -私立白麗女子学園-
- 2017年11月24日 - 屈辱
- 2018年6月29日 - 支配の教壇
- 2019年2月28日 - 屈辱2
- 2019年9月27日 - 家属〜母と姉妹の嬌声〜
- 2020年5月29日 - 支配の教壇II
- 2020年12月25日 - 隷嬢管理棟 〜制服少女たちの搾乳隷属記〜[4]
- 2021年9月24日 - 屈辱3
- 2022年5月27日 - 恥辱の制服2
- 2023年1月27日 - 淫獄の放課後
- 2023年9月29日 - 侵蝕
- 2024年5月31日 - キョウセイ支配
- 2025年1月31日 - 淫獄の放課後2[5]
- 2025年9月26日 - 隷従の制服

## 主なスタッフ
原画
- 水島☆多也
- カガミ - 外注。
- かなみ
- 玄野トモアキ

シナリオ
- 神門武士
- 麿
- 酒巻雨竜
- 大津菜美
- 庵乃音人 - 外注。
- 紺乃瑞樹